# The Secret of Treasure Island
The Secret of Treasure Island é um cinesseriado estadunidense de 1938, gênero aventura, dirigido por Elmer Clifton, em 15 capítulos, estrelado por Don Terry, Gwen Gaze e Walter Miller. O seriado foi uma produção da Weiss Productions (creditada como Adventure Serials Inc.) e foi distribuído pela Columbia Pictures, veiculando nos cinemas estadunidenses a partir de 2 de março de 1938. Foi o último seriado produzido pela Weiss Productions.
Foi possivelmente baseado no livro Treasure Island, de Robert Louis Stevenson. O seriado é dividido em 15 capítulos, que descrevem o repórter Larry Kent viajando para uma ilha do Caribe, para investigar o desapareceimento de um colega naquela região. Kent descobre que a ilha contém um tesouro, e é ajudado por Toni Morrell. Durante a investigação, eles enfrentam o vilão Collins e o Dr. X., que tenta matar Kent.
A história foi escrita por L. Ron Hubbard, em uma revista pulp de ficção científica da época, ligada à Cientologia. O produtor associado Louis Weiss escolheu Elmer Clifton para dirigir, e Yakima Canutt trabalhou nas sequências de ação. O seriado foi bem recebido pelos fãs, e William C. Cline escreveu de forma positiva sobre as sequ~encias de ação no livro In the Nick of Time: Motion Picture Sound Serials.

## Sinopse
A história é ambientada em uma remota ilha do Caribe, onde o repórter Larry Kent (Don Terry) e seus inimigos procuram por um tesouro. Kent chega na ilha em busca de um colega repórter que desaparecera em uma missão na regi~]ao, e descobre que um tesouro valioso está enterrado na ilha, procurando pela metade do mapa que poderia localizá-lo. Toni Morrell (Gwen Gaze), a filha de um navegador cujo companheiro assassinado sabia da localização do tesouro, ajuda Kent a investigar sobre o desaparecimento de seu amigo e a localizar o tesouro. Morrell e Kent lutam contra o vilão Collins (Walter Miller), que usa seus capangas e suas armas na tentativa de detê-los. O inimigo de Kent é o Dr. X. (Hobart Bosworth), que usa uma máscara de caveira e roupa de pirata, e está em processo de desenvolvimento de um poderoso explosivo. Devido às ações do Dr. X., Kent é quase enterrado vivo, morto com dinamite e cortado em uma luta de espadas. Ele derrota o Dr. X. no último capítulo, intitulado "Justice".

## Produção
A Columbia anunciou seus planos para a produção do seriado em 29 de junho de 1937. Este foi o terceiro seriado distribuído pela Columbia, e tal qual os outros dois, foi produção da Weiss Productions. De acordo com a Columbia, a história foi adaptada de Treasure Island, de Robert Louis Stevenson. L. Ron Hubbard, pelo contrário, afirmou que adaptou o roteiro de seu livro Murder at Pirate Castle. Um anúncio no Motion Picture Herald descreve Hubbard como um "famoso escritor de ação, dublê de piloto e aventureiro", e destaca que ele escreveu “fios de emoção-preso com um dos melhores títulos de bilheteria no ano". Após seu trabalho no The Secret of Treasure Island, L. Ron Hubbard também ajudou com o roteiro do seriado da Columbia de 1941, The Spider Returns.
O produtor Jack Fier apresentou Louis Weiss como produtor associado, e escolheu Elmer Clifton para a direção. Yakima Canutt, que trabalhara nas sequências de ação do seriado anterior The Mysterious Pilot, de acordo com William C. Cline, autor de In the Nick of Time: Motion Picture Sound Serials tinha trabalhos pendentes. Earl Bun e Ken Peach ajudaram nos efeitos especiais, inclusive no aparecimento do misterioso pirata vilão.

## Elenco
- Don Terry … Larry Kent
- Gwen Gaze … Toni Morrell
- Walter Miller … Carter 'The Shark' Collins, dono da ilha
- Grant Withers … Roderick Gridley
- George Rosener … Cap. Samuel Cuttle
- Hobart Bosworth … Dr X
- Sandra Karina … Nurse Zanya
- Patrick J. Kelly … Professor Gault
- Yakima Canutt … Dreer, lider dos Mole Men

## Recepção
O seriado foi bem recebido pelos fãs, e ajudou a solidificar a presença da Columbia Pictures na indústria serial. Hal Erickson, de Allmovie classifica o seriado com uma estrela a meia. No livro In the Nick of Time: Motion Picture Sound Serials, William C. Cline descreve a ação do seriado como " bem compassada e animada". O livro de Alan G. Barbour Days of Thrills and Adventure: History of the American motion picture serial from 1930-50 chama The Secret of Treasure Island "um dos poucos bons seriados da Columbia", e descreve a performance do ator Don Terry como "excelente".
O seriado foi destacado como parte do "Serial Fest 2002", na Pensilvânia, que também incluiu os seriados Batman and Robin, Mysterious Doctor Satan e The Adventures of Rex and Rinty. O seriado foi apresentado ao lado de Down to the Sea in Ships, de 1922, no Memphis Film Festival em 2006, e em um artigo sobre o festival John Beifuss, do The Commercial Appeal, chamou os dois filmes de "Elmer Clifton classics".

## Capítulos
1. The Isle of Fear[1]
2. The Ghost Talks[1]
3. The Phantom Duel[1]
4. Buried Alive[1]
5. The Girl Who Vanished[1]
6. Trapped by the Flood[1]
7. The Cannon Roars[1]
8. The Circle of Death[1]
9. The Pirate's Revenge[1]
10. The Crash[1]
11. Dynamite[1]
12. The Bridge of Doom[1]
13. The Mad Flight[1]
14. The Jaws of Destruction[1]
15. Justice[1]